# Ujście rzeki

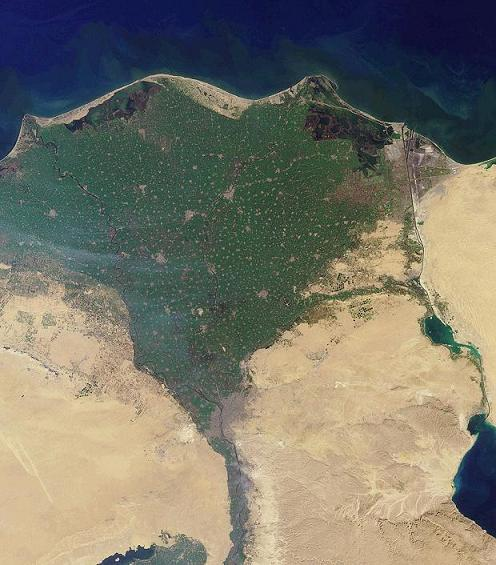
Ujście Nilu, przykład ujścia deltowego

Ujście rzeki – miejsce, w którym rzeka lub inny ciek kończy swój bieg, wpadając do jeziora, morza, oceanu lub większej rzeki. Ujścia często stanowią lokalizację portów ze względu na dogodne warunki naturalne. Są miejscem, gdzie najszybciej zachodzi proces akumulacji osadów aluwialnych.

## Typy ujść
Ze względu na budowę wyróżnia się dwa główne typy ujść rzecznych.

### Ujścia deltowe
Ujścia deltowe to ujścia w postaci kilku odnóg, stworzone przez osadzające się aluwium (głównie żwir, piasek, muł oraz glina). Osadzanie zachodzi dlatego, że w dolnym odcinku rzeka zaczyna stopniowo zwalniać, co powoduje opadanie niesionych przez nią materiałów na dno. W ten sposób tworzy się równina o charakterze bagiennym. O kształcie delt decyduje głównie zarys linii brzegowej, a o jej wielkości – ilość osadów niesionych przez rzekę. Rzeki o ujściach typu deltowego to np. Amazonka, Nil, Ganges. Delty mogą tworzyć się w zatoce i mieć częściowo zamknięty charakter. Takie ujścia mają np. Wisła, Dniepr, Ob czy Jenisej. Innego rodzaju delty wychodzą w głąb morza, jak w przypadku Rodanu, Wołgi, Missisipi lub Rzeki Żółtej.

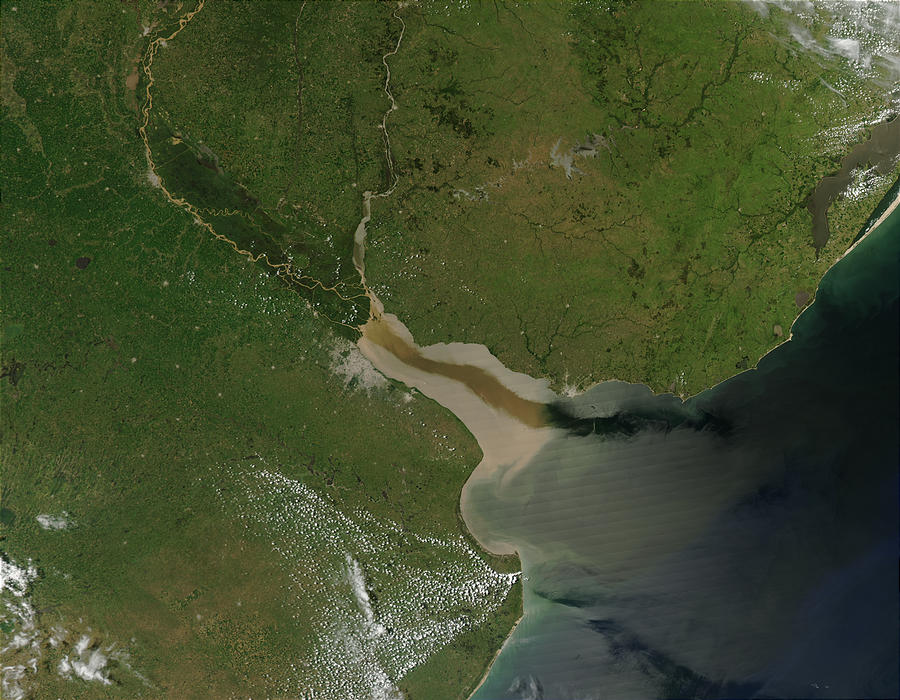
La Plata, największe na świecie estuarium

### Ujścia rzeczne bez delt
Niektóre rzeki z różnych powodów nie tworzą delt w odcinku ujściowym. Podobnie jak delty mogą one tworzyć zatoki (np. Boh, Tamiza) lub nie (często dotyczy to małych rzek). Estuaria to ujścia rzeczne o lejkowatym kształcie. Formują się one, kiedy dno akwenu jest głębokie, a pływy lub prądy morskie na tyle duże, że podmywają osady rzeczne, uniemożliwiając tym samym powstanie delty. Warunki panujące w estuariach sprawiają, że występują tam jedynie gatunki o wysokiej tolerancji na zmiany w zasoleniu i temperaturze wody. Przykładami estuariów są m.in. ujścia Loary, Łaby Tamizy, czy wspólne ujście Parany i Urugwaju (La Plata).